# 斯維爾德洛夫區
52°40′11″N 36°22′26″E / 52.66972°N 36.37389°E
斯維爾德洛夫區（俄语：Свердловский район），是俄羅斯的一個區，位於該國西南部，由奧廖爾州負責管轄，面積1,061.46平方公里，2010年人口16,311，人口密度每平方公里15.37人。